# David Doležal
David Doležal (* 5. ledna 2000) je český fotbalový záložník, od července 2020 hráč seniorské kategorie klubu FC Hradec Králové. Nastupoval za české mládežnické výběry do 16, 17 a 18 let.

## Klubová kariéra

### FC Hradec Králové
Svoji fotbalovou kariéru začal v mužstvu FC Hradec Králové. V sezoně 2019/20 se propracoval do seniorské kategorie, kde později nastupoval i rezervu v České fotbalové lize (třetí nejvyšši soutěž).
Ligový debut v dresu "áčka" Hradce absolvoval 20. 7. 2019 v úvodním kole proti klubu FK Baník Sokolov (remíza 0:0), odehrál celý zápas. Poprvé v lize za první tým "Votroků" zaznamenal gól 10. listopadu 2019 proti týmu MFK Vítkovice, když při domácím vítězství 3:0 dával branku na 2:0. Na jaře 2021 ve 23. kole hraném 8. 5. 2021 postoupil s Hradcem po výhře 2:1 nad Duklou Praha z prvního místa tabulky do nejvyšší soutěže, kam se "Votroci" vrátili po čtyřech letech.